# Somma Vesuviana
Somma Vesuviana is een Italiaanse gemeente, onderdeel van de metropolitane stad Napels, wat voor 2015 nog de provincie Napels was (regio Campanië) en telt 33.998 inwoners (31-12-2004). De oppervlakte bedraagt 30,7 km², de bevolkingsdichtheid is 1095 inwoners per km².
De volgende frazioni maken deel uit van de gemeente: Somma, Mercato Vecchio, Casamale, Rione Trieste, Santa Maria del Pozzo, San Sossio.

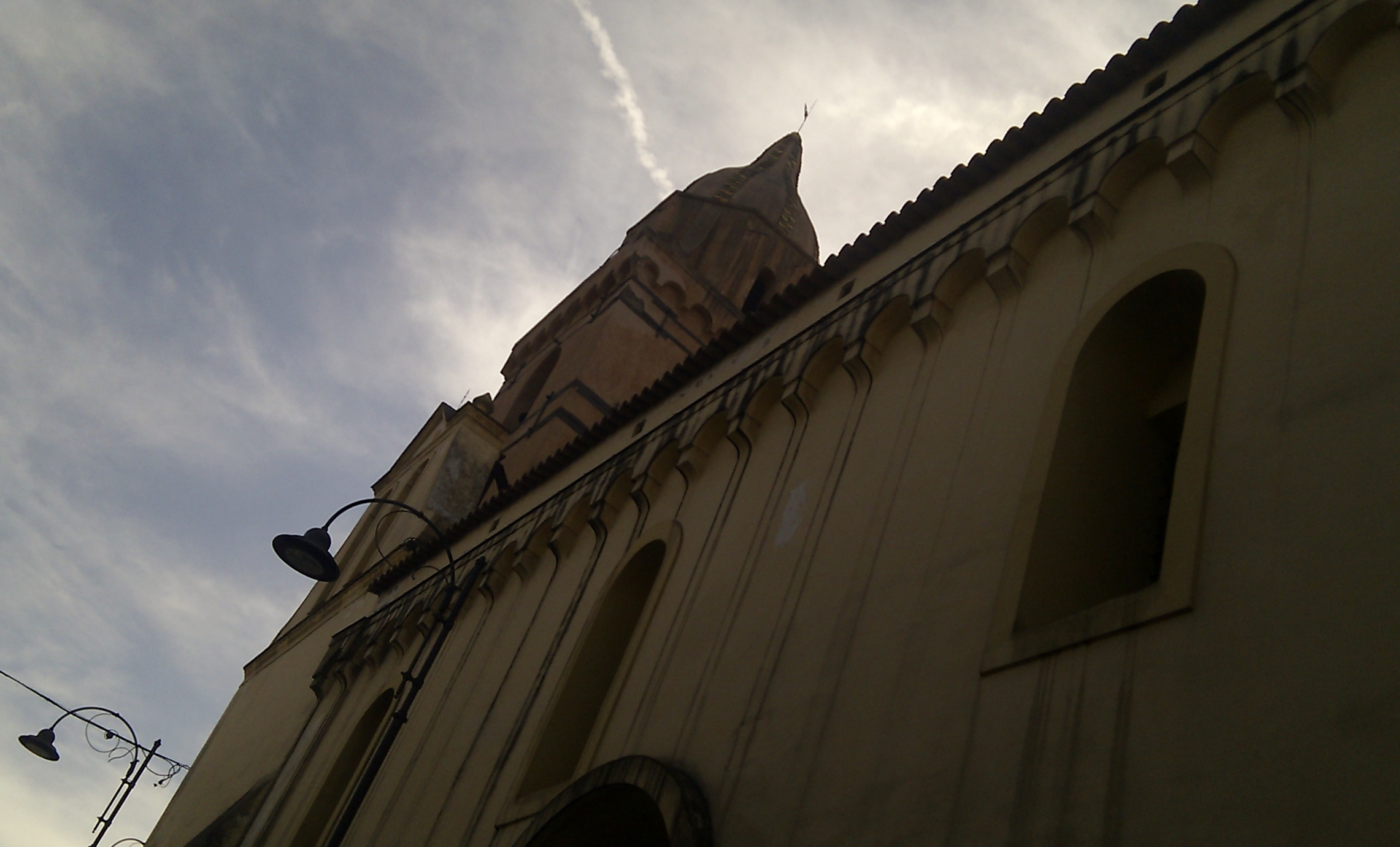
San Domenicokerk, Somma Vesuviana
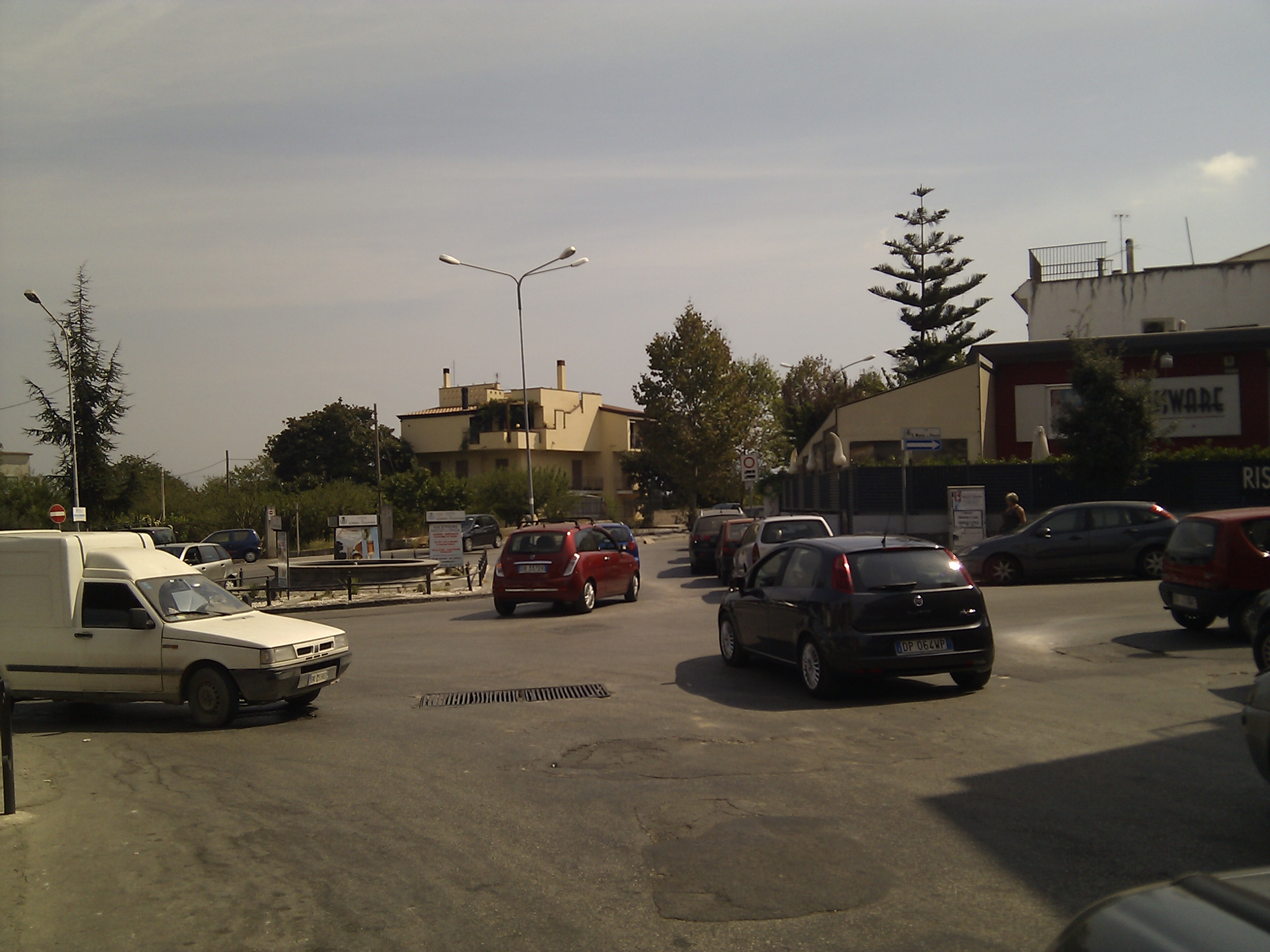
Santa Maria del Pozzo

## Demografie
Somma Vesuviana telt ongeveer 10715 huishoudens. Het aantal inwoners steeg in de periode 1991-2001 met 14,4% volgens cijfers uit de tienjaarlijkse volkstellingen van ISTAT.
| Jaar | Inwoneraantal |
| ---- | ------------- |
| 1991 | 29.079        |
| 2001 | 33.261        |

## Geografie
De gemeente ligt op ongeveer 165 m boven zeeniveau.
Somma Vesuviana grenst aan de volgende gemeenten: Brusciano, Castello di Cisterna, Ercolano, Marigliano, Nola, Ottaviano, Pomigliano d'Arco, Sant'Anastasia, Saviano, Scisciano.

## Geboren
- Gaetano Arfé (1925-2007), politicus, historicus en journalist.

Acerra · Afragola · Agerola · Anacapri · Arzano · Bacoli · Barano d'Ischia · Boscoreale · Boscotrecase · Brusciano · Caivano · Calvizzano · Camposano · Capri · Carbonara di Nola · Cardito · Casalnuovo di Napoli · Casamarciano · Casamicciola Terme · Casandrino · Casavatore · Casola di Napoli · Casoria · Castellammare di Stabia · Castello di Cisterna · Cercola · Cicciano · Cimitile · Comiziano · Crispano · Ercolano · Forio · Frattamaggiore · Frattaminore · Giugliano in Campania · Gragnano · Grumo Nevano · Ischia · Lacco Ameno · Lettere · Liveri · Marano di Napoli · Mariglianella · Marigliano · Massa Lubrense · Massa di Somma · Melito di Napoli · Meta · Monte di Procida · Mugnano di Napoli · Napels (Napoli) · Nola · Ottaviano · Palma Campania · Piano di Sorrento · Pimonte · Poggiomarino · Pollena Trocchia · Pomigliano d'Arco · Pompeï (Pompei) · Portici · Pozzuoli · Procida · Qualiano · Quarto · Roccarainola · San Gennaro Vesuviano · San Giorgio a Cremano · San Giuseppe Vesuviano · San Paolo Bel Sito · San Sebastiano al Vesuvio · San Vitaliano · Sant'Agnello · Sant'Anastasia · Sant'Antimo · Sant'Antonio Abate · Santa Maria la Carità · Saviano · Scisciano · Serrara Fontana · Somma Vesuviana · Sorrento · Striano · Terzigno · Torre Annunziata · Torre del Greco · Trecase · Tufino · Vico Equense · Villaricca · Visciano · Volla
1. ↑  https://demo.istat.it/?l=it.